# 10368 Kozuki
10368 Kozuki este un asteroid din centura principală de asteroizi.

## Descriere
10368 Kozuki este un asteroid din centura principală de asteroizi. A fost descoperit pe 7 februarie 1995 la Ōizumi de Takao Kobayashi. El prezintă o orbită caracterizată de o semiaxă mare de 2,39 ua, o excentricitate de 0,12 și o înclinație de 10,0° în raport cu ecliptica.